# Силва-Жардин
Силва-Жардин (порт. Silva Jardim) — муниципалитет в Бразилии, входит в штат Рио-де-Жанейро. Составная часть мезорегиона Байшадас-Литоранеас. Входит в экономико-статистический микрорегион Басия-ди-Сан-Жуан. Население составляет 21 362 человека на 2007 год. Занимает площадь 938,336 км². Плотность населения — 22,8 чел./км².

## История
Город основан 8 мая 1841 года.

## Статистика
- Валовой внутренний продукт на 2005 год составляет 133 621 тысяч реалов (данные: Бразильский институт географии и статистики).
- Валовой внутренний продукт на душу населения на 2005 год составляет 5754,00 реалов (данные: Бразильский институт географии и статистики).
- Индекс развития человеческого потенциала на 2000 год составляет 0,731 (данные: Программа развития ООН).